# Le Jeune Marié
Pour plus de détails, voir Fiche technique et Distribution.
Le Jeune Marié est un film français réalisé par Bernard Stora, sorti en 1983.

## Synopsis
Un jeune ouvrier tombe amoureux le soir de son mariage. Et la femme qu'il aime n'est pas celle qu'il vient d'épouser.

## Le sujet
C'est l'histoire de Billy (Richard Berry) et de Nina (Zoé Chauveau). C'est l'histoire de Viviane (Brigitte Fossey). Dans une ville du midi de la France, Hyères ou Toulon.
Billy travaille sur un chantier, au bord de la mer. Il fréquente Nina depuis six mois. Ils s'entendent bien, alors pourquoi attendre ? Ils se marient. On fait la noce. Le soir, Billy raccompagne les invités. Au retour, l'ascenseur est en panne, il remonte chez lui par l'escalier. L'immeuble est neuf, pas même achevé. Billy se trompe d'étage. C'est ainsi qu'il rencontre Viviane, et du moment où il la voit, il sait qu'il l'aime.
Billy est un simple, on ne lui a jamais laissé le choix, la vie a toujours décidé pour lui. Il s'est marié pour ne plus être seul, c'était clair, il n'y avait pas à se poser de questions. Maintenant, tout a changé. C'est comme si le monde éclatait en mille mondes, c'est comme si la plus petite de ses plus petites pensées devenait grave et forte.
C'est comme si chaque pas méritait réflexion.

## Fiche technique
- Réalisateur : Bernard Stora
- Scénario : Bernard Stora, Luc Béraud
- Produit par Alain Delon et Alain Terzian
- Directeur de la photographie : Ricardo Aronovich
- Ingénieur du son : Harrick Maury
- Musique : Luis Bacalov
- A Suitcase of Memories (compositeur Luis Bacalov, auteur Andy Luotto), chanson de la bande originale du film chantée par Bobby Solo
- Décorateur : Serge Douy
- Monteur : Jacques Comets
- Production : T. Films
- Producteur délégué : Alain Terzian
- Distributeur d'origine : AMLF
- Pays d'origine :  France
- Langue : français
- Dates de tournage : du 15 novembre 1982 au 4 janvier 1983
- Lieux de tournage : Hyères, Paris et région parisienne, Studios de Boulogne
- Durée: 97 minutes
- Date de sortie : 11 mai 1983

## Distribution
- Richard Berry : Billy
- Brigitte Fossey : Viviane
- Zoé Chauveau : Nina
- Richard Anconina : Baptiste
- Daniel Russo : Durbec
- Roger Carel : Père de Nina
- Nadia Barentin : Mère de Nina
- Jean Benguigui : Contremaître
- Françoise Seigner : Mère de Billy
- Michel Such : Verdino
- Loubia Chazel : Mère de Viviane
- Jean-Pol Dubois : Voisin de Viviane
- Sylvie Orcier : Bernadette
- André Dupon : Galopian
- Laure Duthilleul : Catherine
- Jeanne Herviale : Vieille dame à la noce
- André Julien : Père de Viviane
- Youssef Hamid : Aziz
- Djamal Bouanane : Djamel
- Myrtille Buttner : Mireille (fiancée de Baptiste)

## Édition VHS et DVD
- Le Jeune Marié a été édité en VHS par les éditions Proserpine en 1983
- À ce jour, le film n'a pas fait l'objet d'une édition DVD